# PHP
PHP (rekursives Akronym und Backronym für „PHP: Hypertext Preprocessor“, ursprünglich „Personal Home Page Tools“) ist eine Skriptsprache mit einer an C und Perl angelehnten Syntax, die hauptsächlich zur Erstellung dynamischer Webseiten oder Webanwendungen verwendet wird. PHP wird als freie Software unter der PHP-Lizenz verbreitet. PHP zeichnet sich durch breite Datenbankunterstützung und Internet-Protokolleinbindung sowie die Verfügbarkeit zahlreicher Funktionsbibliotheken aus.

## Hallo-Welt-Programm
Eine von mehreren möglichen Versionen des Hallo-Welt-Programms in PHP:
```
<?php

    
echo
 
'Hallo Welt!'
;

?>

```

## Geschichte
Seit der Veröffentlichung im Jahr 1995 nahmen die Entwickler umfangreiche Änderungen innerhalb der Programmiersprache vor. Der Kern der Sprache wurde mit PHP 3 komplett neu erstellt. Deutliche Anpassungen wurden mit PHP 5 bzw. PHP 5.3 vorgenommen, die den Fokus der Programmiersprache auf die objektorientierte Programmierung legt. Klassen waren jedoch bereits mit der vierten Version nutzbar.

### Personal Home Page Tools (PHP1)
PHP wurde 1995 von Rasmus Lerdorf entwickelt. Der Begriff stand damals noch für Personal Home Page Tools und war ursprünglich als Ersatz für eine Sammlung von Perl-Skripten gedacht, die Lerdorf zur Protokollierung der Zugriffe auf seinen Online-Lebenslauf geschrieben hatte.

### PHP/FI (PHP 2)
Bald schuf Lerdorf eine umfangreichere Version in der Programmiersprache C, in der PHP bis heute entwickelt wird. Das schließlich veröffentlichte PHP/FI (FI stand für Form Interpreter) war Perl sehr ähnlich, wenn auch eingeschränkter.

### PHP 3
PHP 3 wurde von Andi Gutmans und Zeev Suraski 1997 neu geschrieben, da das inzwischen erschienene PHP/FI 2 ihrer Meinung nach für E-Commerce unzureichend war. Lerdorf kooperierte nun mit Gutmans und Suraski, und so wurde die Entwicklung von PHP/FI eingestellt. Die Version PHP 3 brachte die Verbreitung der Web-Skriptsprache PHP bedeutend voran. Die neue Sprache wurde einfach unter dem Namen PHP veröffentlicht, ein rekursives Akronym für PHP: Hypertext Preprocessor, um die in den Vorversionen PHP und PHP/FI vorhandene Implizierung einer persönlichen Nutzung zu beseitigen.

### PHP 4
Das von Gutmans und Suraski gegründete Unternehmen Zend Technologies Ltd. entwickelte in der Folge die Zend Engine 1, die den Kern der PHP-4-Standardimplementierung bildet. Mit PHP 4 wurden die Ausführungsgeschwindigkeit komplexer Applikationen und die Sicherheit bei Verwendung globaler Variablen verbessert. Eingeführt wurden die Unterstützung für viele weitere Webserver, das Sessionmanagement, die Ausgabepufferung sowie eine Anzahl neuer Sprachkonstrukte.
Da das World Wide Web Ende der 1990er Jahre stark wuchs, bestand großer Bedarf an Skriptsprachen, mit denen sich dynamische Webseiten realisieren lassen. PHP wurde mit der Zeit für die Webentwicklung populärer als der vorherige De-facto-Standard Perl, weil es durch seine Spezialisierung als einfacher erlernbar galt.
Seit 2008 sind die Weiterentwicklung und der Support für PHP 4 eingestellt.

### PHP 5
Im Sommer 2004 wurde mit Version 5.0 eine weitere Entwicklungsstufe veröffentlicht. Wesentlicher Unterschied zum Vorgänger ist die Zend Engine II, die vor allem ein verbessertes Objektmodell nutzt, somit objektorientierte Anwendungen effizienter ausführt und Sprachkonstrukte wie Überladung ermöglicht. Dazu kommen Exceptions, Reflection, die Integration der Datenbank SQLite sowie Erweiterungen bei XML- und DOM-Handhabung.
Ursprünglich als früher Nachfolger von PHP 5 geplant, wurde die Entwicklung von PHP 6 eingestellt. Geplant war unter anderem die Unterstützung verschiedener Unicode-Standards. Einige Verbesserungen sind in PHP-Versionen ab 5.3 implementiert.
Weitere Möglichkeiten im Rahmen der objektorientierten Programmierung wurden mit PHP 5.3 (Namespaces, Late Static Bindings), 5.4 (Traits, Array- und Konstruktor-Dereferenzierung) und 5.5 (Generatoren) vorangetrieben. Die Version 5.6 führte variadische Funktionen als natives Sprachfeature und Argument Unpacking ein, um die Verwendung einer variablen Anzahl von Parametern zu ermöglichen.
Mitte 2011 entschieden die Entwickler, den laut eigenen Angaben chaotischen Release-Prozess zu vereinheitlichen. Demnach sollen regelmäßig neue Versionen erscheinen und der Support für ältere Versionen mit einer festen Zeitspanne garantiert werden.
Die Weiterentwicklung von PHP 5.4 wurde im Herbst 2015 eingestellt. Auch Sicherheitsupdates werden seit der Veröffentlichung von PHP 5.4.45 am 3. September 2015 nicht mehr zur Verfügung gestellt.
Die Weiterentwicklung von PHP 5.5 wurde am 21. Juli 2016 eingestellt.
Der aktive Support wurde für PHP 5.6 zum 1. Januar 2017 eingestellt. Auch der Security Support wurde am 31. Dezember 2018 eingestellt. Sicherheitsupdates für diese Versionen werden nur noch im Sonderfall bereitgestellt.

### PHP 7
Nach einer Diskussion darüber, ob die nächste PHP-Version den Namen des gescheiterten PHP 6 wiederaufnehmen soll oder stattdessen eine Versionsnummer überspringen und PHP 7 heißen soll, wurde am 29. Juli 2014 bekanntgegeben, dass die Entwickler sich mit 58 zu 24 Stimmen für die Hauptversionsnummer 7 entschieden haben. Der Nachfolger von PHP 5 heißt somit offiziell PHP 7.
PHP 7 hat eine um bis zu 30 Prozent geringere Ausführungszeit als PHP 5, da unter anderem Hashtabellen neu implementiert wurden. Durch diverse Optimierungen am PHP-Kern beansprucht die neue Version zudem weniger Speicherplatz als der Vorgänger. Auch Komponenten wie Parser, Lexer und Bytecode-Generator wurden einigen Veränderungen unterzogen.  Die erste Vorabversion (Alpha 1) erschien am 11. Juni 2015, die fertige Version am 3. Dezember 2015. Bei der Entwicklung von PHP 7 wurde teilweise die Abwärtskompatibilität aufgegeben; beispielsweise die weitverbreiteten „mysql“ Funktionen fielen dabei weg. Neue Features beinhalten Engine-Exceptions, anonyme Klassen und CSPRNG-Funktionen. Der aktive Support für PHP 7.0 wurde am 3. Dezember 2017 eingestellt. Genau ein Jahr später, am 3. Dezember 2018, wurde auch der Security Support für diese Version eingestellt.
Anfang Dezember 2016 wurde PHP 7.1 veröffentlicht.
Am 30. November 2017 folgte schließlich nach einer ca. viermonatigen Betaphase PHP 7.2.
Die Neuerungen der aktuellen Version sollen in erster Linie für mehr Klarheit sorgen.
PHP 7.3 erschien am 6. Dezember 2018. Es soll eine deutlich verbesserte Performance zeigen.
Seit dem 24. Oktober 2019 gibt es die Version 7.3.11, nachdem aufgedeckt wurde, dass Nginx-Server mit PHP-FPM aus der Ferne angreifbar waren.
PHP 7.4 erschien am 28. November 2019.
Ab 2006 hat Microsoft unter anderem durch die Bereitstellung von Binärdateien, Bibliotheken und einem Modul für den IIS PHP bis Version 7.4 offiziell unterstützt. 2020 hat das Unternehmen angekündigt, den Support für PHP ab Version 8.0 auslaufen zu lassen.

### PHP 8
PHP 8 wurde am 26. November 2020 veröffentlicht. Die Version unterstützt unter anderem Just-in-time-Kompilierung, was in Micro-Benchmarks für eine Steigerung der Performance um mehr als 45 Prozent sorgt, und bringt einige neue Befehle mit. So liefert PHP 8 beispielsweise mit der Funktion WeakMaps eine Erweiterung von WeakRefs, die Nutzern bereits in PHP 7.4 zur Verfügung stand. Diese Funktion ermöglicht einen ressourcenschonenden Umgang mit Objekten. Außerdem unterstützt PHP 8 beliebige Union Types. Damit können bis auf einige wenige Ausnahmen zwei oder mehrere Typen eine Union eingehen.

## Verbreitung

Das LAMP-Software-Bündel (hier zusätzlich mit Squid) umfasst PHP.

PHP wurde Anfang 2013 auf etwa 244 Millionen Websites eingesetzt und Anfang 2019 von 79 % aller  serverseitig erstellen Webseiten als Programmiersprache verwendet. PHP ist die am häufigsten verwendete Programmiersprache zum serverseitigen Erstellen von Websites. Zudem ist sie bei den meisten Webhostern vorinstalliert.

## Popularität
PHP ist in seiner ursprünglichen Form als web-zentrische Skriptsprache für Webdokumentvorlagen (Templates) konzipiert. Die weite Verbreitung des Apache Webservers und des passenden PHP-Erweiterungsmoduls ermöglicht eine preiswerte und niederschwellige Bereitstellung von Webapplikationsumgebungen, auf denen Software als einfache Quelltextdateien schnell und unkompliziert über Standardprotokolle wie SFTP lauffertig ausgeliefert werden kann. Zudem ermöglicht die schrittweise Erweiterung von statischen Webdokumenten (HTML) mit kleinen Hilfsfunktionen und überschaubaren Logik-Blöcken einen leichten Einstieg in die serverseitige Webprogrammierung. Da der Einsatz von PHP als Template-Engine in dieser Form zustandsfrei ist und sich oft auf überschaubare Prozeduren beschränkt, entfallen bei der Programmierung in PHP in vielen Situationen auch schwierigere, tiefer gehende Problemstellungen der Informatik, wie zum Beispiel Speicher- und Prozessverwaltung oder die Notwendigkeit von Rückruffunktionen. Diese Eigenschaften sind auch mit Ursache für die weite Verbreitung und Popularität von PHP.

## Funktionsweise

Darstellung der Funktionsweise von PHP

PHP ist ein System, das PHP-Code serverseitig verarbeitet. Das bedeutet, dass der Quelltext nicht an den Webbrowser übermittelt wird, sondern an einen Interpreter auf dem Webserver. Erst die Ausgabe des PHP-Interpreters wird an den Browser geschickt. In den meisten Fällen ist das ein HTML-Dokument, wobei es mit PHP aber auch möglich ist, andere Dateitypen, wie Bilder oder PDF-Dateien, zu generieren.
Um eine PHP-Datei im Rahmen einer Webanwendung ausführen zu können, benötigt man ein System, das mit den in der Datei enthaltenen Anweisungen umgehen kann. Aus diesem Grund wird durch eine Schnittstelle, wie ISAPI oder CGI, der Interpreter von einem Server-Daemon oder Server-Dienst, wie Apache oder IIS, ausgeführt. Die Kombination von Linux/Windows/macOS als Betriebssystem, Apache als Webserver, MySQL als Datenbanksystem und PHP wird LAMP (für Linux), WAMP (für Windows) oder MAMP (für Mac OS X) genannt. Fertige LAMP-, MAMP- und WAMP-Pakete, die das einzelne Laden und Konfigurieren von Paketen aus dem Internet unnötig machen, werden etwa im Projekt XAMPP entwickelt. Hier gibt es Versionen für Linux, Solaris, Windows und Mac OS X, die jedoch nur für Test- und Entwicklungsumgebungen genutzt werden sollen.
Da PHP normalerweise in einer Webserver-Umgebung läuft, unterliegt es auch dem zustandslosen HTTP. Jede PHP-Seite belastet den Webserver durch den Interpreter, zudem arbeitet der Interpreter den Quelltext bei jedem Aufruf erneut ab. Das mindert die Reaktionsgeschwindigkeit des Servers und erhöht die Last. Um dem entgegenzuwirken, stehen verschiedene Bytecode-Caches zur Verfügung, die eine zur Ausführung vorbereitete Version des Programmes zwischenspeichern und somit den Zugriff auf diese Datei beim nächsten Aufruf beschleunigen (siehe auch Abschnitt Bytecode-Caching und Artikel PHP-Beschleuniger).
Mit PHP lassen sich auch kommandozeilenorientierte Skripte schreiben, die vom Internet unabhängig sind. Die Qt-Erweiterung und die GTK-Erweiterung stellen sogar eine Programmierschnittstelle für eine grafische Oberfläche zur Verfügung, für die weder ein Webserver noch ein Browser benötigt werden. Die ersten Versionen der Schnittstellen zur grafischen Oberfläche und zu anderen Betriebssystemfunktionen waren spärlich und wurden kaum verwendet. Die aktuell entwickelte PHP-GTK-Version 2 strebt hingegen eine Abdeckung der GTK-API von 95 % an. Gegenwärtig wird PHP jedoch vor allem auf Webservern genutzt.

## Syntax

### Kommentare
In PHP sind drei verschiedene Kommentararten möglich.
```
// einzeiliger Kommentar

# einzeiliger Kommentar

/* mehrzeiliger

   Kommentar */

```

### PHP und HTML
Ein PHP-Skript lässt sich in HTML integrieren.
```
<!DOCTYPE HTML>

<
html
>

   
<
head
>

       
<
title
>
Hallo-Welt-Beispiel
</
title
>

   
</
head
>

   
<
body
>

       
<?php echo 'Hallo Welt!'; ?>

   
</
body
>

</
html
>

```

Die alternative Syntax für Kontrollstrukturen ermöglicht es, Kontrollstrukturen wie bedingte Anweisungen oder Schleifen zu vereinfachen. Statt der öffnenden geschweiften Klammer { wird ein Doppelpunkt : verwendet. Die schließende Klammer } ersetzt ein end gefolgt vom Namen der Struktur, z. B. endif. Dies ist für eine Einbettung in HTML hilfreich und verbessert die Übersichtlichkeit. Bei einer schließenden geschweiften Klammer ist dagegen beispielsweise nicht klar, ob diese von einer bedingten Anweisung oder einer Schleife stammt – insbesondere, wenn mehrere Kontrollstrukturen verschachtelt wurden. Folgendes Beispiel zeigt die alternative Syntax und darunter die reguläre Schreibweise mit geschweiften Klammern:
```
<?php
 
if
 
(
$a
 
==
 
5
)
:
 
?>

    A entspricht 5.

<?php
 
endif
;
 
?>

// Zum Vergleich: Die reguläre Schreibweise

<?php
 
if
 
(
$a
 
==
 
5
)
 
{
 
?>

    A entspricht 5.

<?php
 
}
 
?>

```

In beiden Fällen wird der Text A entspricht 5 nur ausgegeben, wenn die Variable $a auf den entsprechenden Wert gesetzt wurde. Die alternative Syntax ist standardmäßig aktiv, es sind keine Änderungen an der PHP-Konfiguration notwendig.

### Einbindung von Dateien
In ein PHP-Skript können externe Dateien eingebunden werden. Dazu gibt es vier verschiedene Anweisungen.
```
require
 
'pfad/datei.php'
;
      
// wenn die Datei nicht eingebunden werden kann, folgt ein Fehler

include
 
'pfad/datei.php'
;
      
// wenn die Datei nicht eingebunden werden kann, folgt eine Warnung

require_once
 
'pfad/datei.php'
;
 
// bindet die Datei nur ein, wenn sie zuvor noch nicht eingebunden wurde

include_once
 
'pfad/datei.php'
;
 
// bindet die Datei nur ein, wenn sie zuvor noch nicht eingebunden wurde

```

### Variablen
Variablennamen müssen mit dem Dollarzeichen beginnen.
Variablen können in PHP nicht deklariert werden.
Die Auswertung einer Variablen der noch kein Wert zugewiesen wurde
ergibt einen Säumniswert; ein Tippfehler im Variablennamen ist in PHP kein Fehler.
```
$variable
 
=
 
'wert'
;

```

### Konstanten
Konstanten müssen in PHP deklariert werden. Sie werden mittels define('name', wert); global oder in Klassen mittels const name = wert; lokal erzeugt. Seit PHP 7.1 können Klassenkonstanten auch eine Sichtbarkeit besitzen (ohne explizite Angabe sind sie wie in früheren PHP-Versionen automatisch public). Gängige Praxis ist es, Konstantennamen in Großbuchstaben zu schreiben, dies ist jedoch nicht von der Sprache vorgeschrieben.
```
define
(
'MEINE_KONSTANTE'
,
 
'wert'
);

class
 
MyClass

{

    
protected
 
const
 
KLASSEN_KONSTANTE
 
=
 
420
;

}

```

Eine Konstante kann nachträglich nicht editiert werden. Klassenkonstanten existieren einmalig pro Klasse, nicht pro Instanz der Klasse und verhalten sich somit wie statische Eigenschaften der Klasse.

## Datentypen
Der Datentyp einer Variablen wird üblicherweise nicht vom Programmierer im Quellcode bestimmt, sondern automatisch während der Laufzeit. Er ergibt sich aus dem Kontext, in dem eine Variable benutzt wird. Explizite Typumwandlungen sind möglich. Ab Version 7 können Funktionen auch einfache Typen für ihre Parameter und ihren Rückgabewert vorschreiben – für Argumente, die Arrays oder Klassen beinhalten, war dies bereits vorher möglich.
```
// Skalare Datentypen

$wahrheitswert
 
=
 
true
;
         
// boolean

$ganzzahl
 
=
 
5
;
                 
// integer

$kommazahl
 
=
 
4.71
;
             
// float (oder double)

$zeichenkette
 
=
 
'foo'
;
         
// string

// Zusammengesetzte Datentypen

$feld
 
=
 
array
(
'foo'
,
 
'bar'
);
   
// array

$objekt
 
=
 
new
 
stdClass
();
      
// object

$funktion
 
=
 
function
 
()
 
{
      
// callable

    
echo
 
'hello world!'
;

};

// Spezielle Datentypen

$resource
 
=
 
fopen
(
"foo"
,
 
"w"
);
 
// resource

$variable
 
=
 
NULL
;
              
// NULL

```

## Ausführung

### Allgemein
PHP setzt man üblicherweise als Servermodul, also als Teil der Webserver-Prozesse oder über FastCGI ein. Setzt man PHP als CGI-Programm ein, so kann sich das negativ auf die Ausführungsgeschwindigkeit auswirken, da für jede HTTP-Anfrage eine neue PHP-Interpreter-Instanz gestartet wird.

### Bytecode-Caching
Mit der Zend-Engine wird ein PHP-Skript zunächst zu einem (plattformunabhängigen) Bytecode (Zend-Opcode) übersetzt, aus dem zur Ausführung noch Maschinencode erzeugt werden muss. Durch Verwendung eines Bytecode-Cache kann die redundante Generierung von Opcode vermieden werden. Bis zur Version 5.4 besaß PHP keinen integrierten Bytecode-Cache, was dazu führte, dass ein Skript bei jedem Aufruf neu übersetzt werden musste. Um dem entgegenzuwirken, wurden einige Erweiterungen entwickelt, die diese Funktionalität nachrüsten, wie beispielsweise den eAccelerator, den Alternative PHP Cache, XCache sowie den kommerziellen Zend Optimizer. Ab der PHP-Version 5.5 wurde der Zend Optimizer+ nun in die Skriptsprache integriert.
Besonders bei umfangreichen Skripten kann durch einen Bytecode-Cache eine deutliche Steigerung der Ausführungsgeschwindigkeit erreicht werden.

### Kompilierung
Der PHP-Compiler (PHC) ist ein OpenSource-Compiler von Paul Biggar, der PHP-Skripte in optimierten C-Code übersetzt und dann als eigenen Webserver ausführt. Die Grundlage für PHC ist Biggars Doktorarbeit aus dem Jahr 2009 und dessen mehrjährige Forschung an Konzepten zur Konvertierung von Scriptsprachen in kompilierte Sprachen. 
Mit HipHop existiert seit 2010 eine weitere freie Software zum Übersetzen von PHP-Code in C++-Code, der kompiliert werden kann, was nach Herstellerangaben dort die Leistung im Schnitt auf etwa das Doppelte steigert. HipHop wurde von Facebook entwickelt, um die Serverlast zu senken (laut Facebook um etwa 40 %). Es ist als Open-Source-Software auf GitHub zu finden.
Mit Quercus existiert die Möglichkeit PHP in Java zu übersetzen.

## Verbreitete PHP-Applikationen
Eine Auswahl einiger weit verbreiteter Applikationen, die in PHP entwickelt wurden:
Foren-SoftwareInvision Power Board, XenForo, MyBB, phpBB, Simple Machines Forum, vBulletin und WoltLab Burning Board (in der aktuellsten Version Woltlab Suite Forum genannt)
WebframeworksLaravel, Zend Framework, Symfony, CakePHP, CodeIgniter, Neos Flow, Horde, WoltLab Community Framework (mittlerweile Woltlab Suite Core), Yii
Grafische Benutzeroberflächen zur Verwaltung von Datenbanken (zum Beispiel MySQL)phpMyAdmin, phpPgAdmin, Adminer
Content-Management- (CMS) und Blog-SystemeWordPress, TYPO3, Joomla, Xoops, Drupal, Contao, WebEdition, Serendipity
Customer-Relationship-Management-Systeme (CRM)SugarCRM und Vtiger
E-Commerce-ApplikationenosCommerce, Magento, PrestaShop, Pimcore, Shopware, OXID eShop
ProjektmanagementEGroupware
BildergalerienCoppermine, 4images, easyImage
DatenspeicherungNextcloud, Owncloud
SonstigeMediaWiki, DokuWiki, Roundcube

## Lizenz und Bezug
PHP 3 wurde unter der GNU General Public License (GPL) vertrieben. Ab Version 4 wird PHP unter der PHP License vertrieben, da der neue Parser, die Zend Engine, vom Hersteller Zend unter einer nicht GPL-kompatiblen Lizenz veröffentlicht wird. Die PHP-Lizenz ist eine Softwarelizenz, die die freie Verwendung und Veränderung der Quelltexte erlaubt. Die Software kann kostenlos aus dem Internet geladen werden; daneben ist PHP auch im Lieferumfang einiger Betriebssysteme (so bei einigen Linux-Distributionen oder macOS) enthalten.

## Weiterentwicklungen

### Objektorientierung
Ab Version 5 unterstützt PHP durch Kapselung der Daten, Destruktoren und Ausnahmebehandlung per Exceptions verbesserte und erweiterte Möglichkeiten der objektorientierten Programmierung. Objekt-Variablen sind in PHP 5 nur noch Referenzen auf Objekte und nicht wie in PHP 4 die Objekte selbst.
Aktuelle Versionen setzen weitere Konzepte objektorientierter Programmierung ein, so werden ab Version 5.3 Namensräume und ab Version 5.4 Traits unterstützt.

### Datenbankanbindung
Mit der objektorientierten Datenbankabstraktionsebene PDO wurde dem oft bemängelten uneinheitlichen Zugriff auf verschiedene Datenbanken in der Version 5.1 entgegengewirkt.

### Speicheroptimierung
In PHP 5.3 wurde eine deutliche Verbesserung der Speicheranforderung eines PHP-Skripts zur Laufzeit durch einen internen Garbage Collector erreicht. Seitdem ist eine Zusatzinstallation von Zend Optimizer nicht mehr notwendig.

### Webserver
Ab Version 5.4 ist ein einfacher Webserver integriert, der über die Kommandozeile konfigurierbar ist. Er wird nicht für den Produktiveinsatz empfohlen.

### Unicode
In der Version 5.6 wurde der Standard-Zeichensatz von ISO-8859-1 auf UTF-8 geändert. Um eine sichere Verarbeitung von Unicode zu gewährleisten, müssen die Multi-Byte-Varianten von stringverarbeitenden Funktionen verwendet werden. Also „mb_substr“ anstelle „substr“ oder „mb_strpos“ statt „strpos“. „mb“ steht für „multi byte“.

## Sessions
In gewöhnlichen Variablen gespeicherte Daten sind nur innerhalb eines HTTP-Requests verfügbar (im sogenannten request scope) und werden am Ende des Seitenaufrufs aus dem Speicher gelöscht. Ein Besuch eines Nutzers besteht allerdings meist aus mehreren Seitenaufrufen. Um Daten wie etwa die Produkte in einem Einkaufswagen für eine ganze Sitzung verfügbar zu machen (im session scope), verwendet man Sessionvariablen. In der Standardkonfiguration speichert PHP die Sessiondaten im Dateisystem des Webservers. Daten, die sessionübergreifend verfügbar sein sollen (im application scope), müssen auf anderen Wegen auf dem Webserver abgespeichert werden.

## Bewertung
Einige PHP-Module sind nicht threadsicher.
Die schwache Typisierung von PHP ist Teil des Konzepts, aber auch eine mögliche Fehlerquelle. Ein Fehler tritt etwa auf, wenn numerische Ausdrücke mit Zeichenkettenausdrücken verglichen werden sollen (Operator: ==), wobei es durch die implizite Typumwandlung zu unerwarteten Ergebnissen kommen kann, sofern kein Operator für typsichere Vergleiche (Operator: ===) verwendet wurde. Zudem ist es in PHP nicht möglich, eine Variablendeklaration zu erzwingen. Variablen werden vielmehr durch erstmalige Verwendung implizit deklariert. Dieser Komfort hat zur Folge, dass etwa Tippfehler im Variablennamen zu schwer auffindbaren Programmfehlern führen können. Um solche Probleme zu finden, kann das LogLevel E_NOTICE aktiviert werden. Dadurch wird beim Verwenden einer nicht initialisierten Variable eine Fehlermeldung ausgegeben.
Es kann vorkommen, dass Funktionen im Falle eines Fehlers keine Ausnahme auslösen. Dadurch ist keine standardisierte Fehlerbehandlung möglich. Mit Hilfe von „set_error_handler“ kann für diese Fälle eine individuelle Fehlerbehandlung definiert werden. Seit PHP 7 können viele fatale Fehler mittels Ausnahmebehandlung ähnlich wie Exceptions abgefangen werden.